# 巨人の肩の上

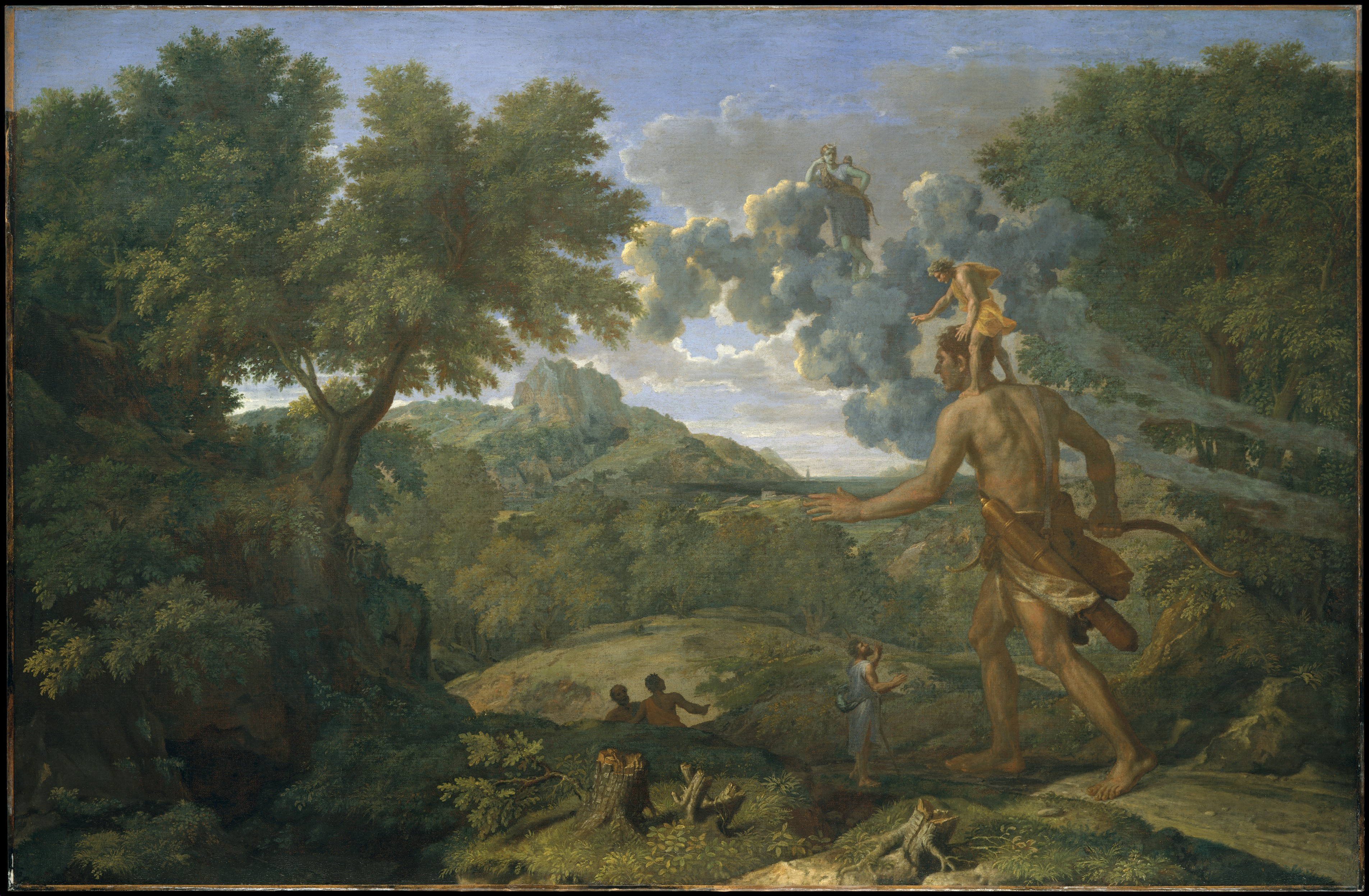
ギリシア神話の盲目の巨人オーリーオーンとその肩に付き従う奴隷ケーダリオーン （プッサン、1658年）

「巨人の肩の上にのる矮人」（きょじんのかたのうえにのるわいじん、ラテン語: nani gigantum umeris insidentes ）という言葉は、西洋のメタファーであり、現代の解釈では、先人の積み重ねた発見に基づいて何かを発見することを指す。「巨人の肩の上に立つ」、「巨人の肩に座る」、「巨人の肩に登る」、「巨人の肩に乗る小人」、「巨人の肩に立つ侏儒」などの形でも使われる。科学者アイザック・ニュートンが1676年にロバート・フックに宛てた書簡の以下の一節で知られるようになった。

私がかなたを見渡せたのだとしたら、それは巨人の肩の上に立っていたからです。（英語: If I have seen further it is by standing on yᵉ sholders of Giants.）

このニュートンの手紙が原典と見なされることも多いが、最初に用いたのは12世紀のフランスの哲学者、シャルトルのベルナールとされる。

## 帰属と意味

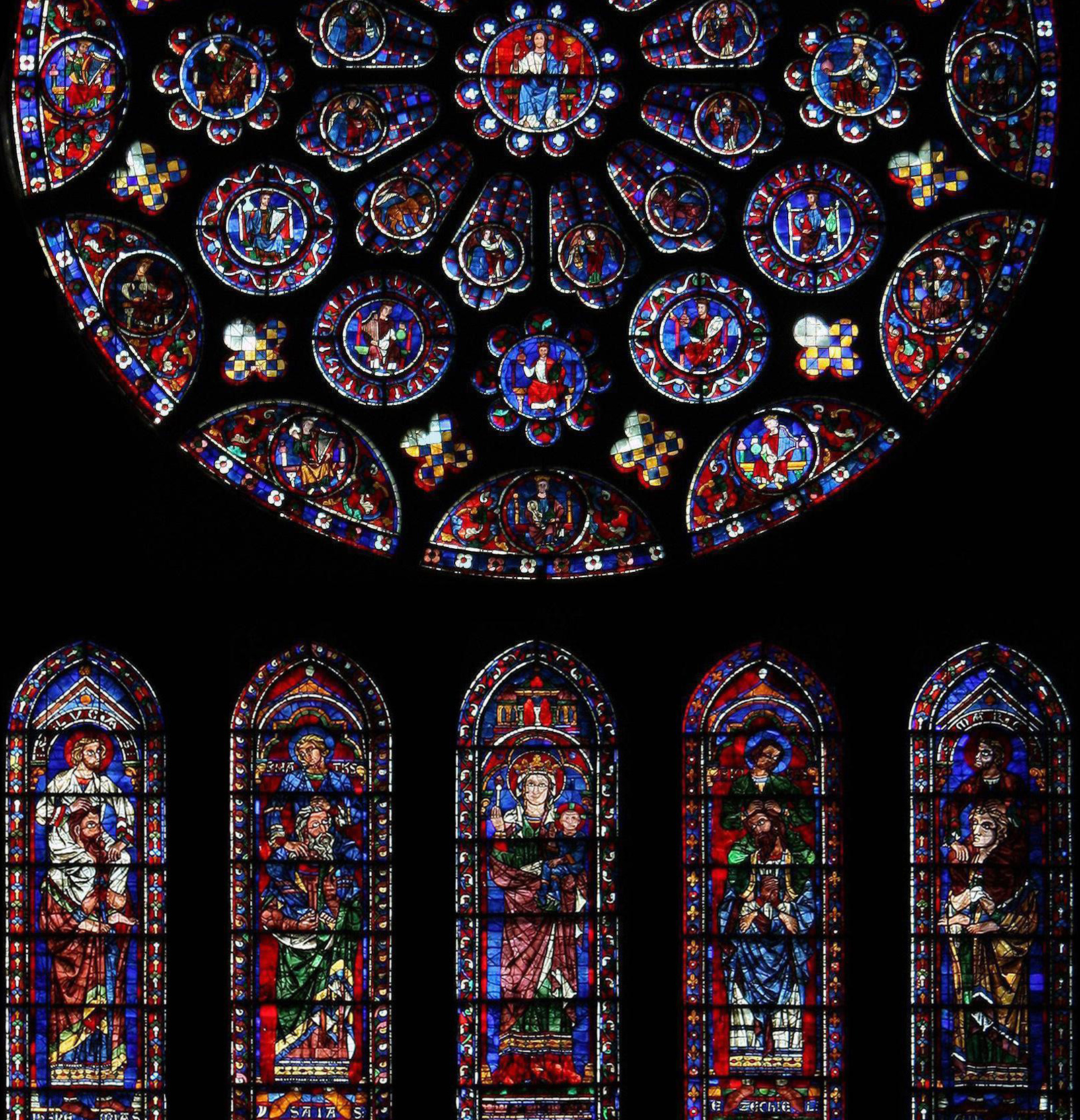
預言者の肩の上に福音書記者が乗っている構図（シャルトル大聖堂のステンドグラス）

この言葉は古代文化の偉大さを認め継承した上で進歩を意識する、12世紀ルネサンス期の人文主義における穏健な進歩思想を象徴したものとされ、シャルトル学派のシャルトルのベルナールに帰せられている。文献上の出典は、ソールズベリのジョンが1159年の著書『メタロギコン』（Metalogicon） で次のように述べた箇所である。
私たちは巨人の肩の上に乗る小人のようなものだとシャルトルのベルナールはよく言った。私たちが彼らよりもよく、また遠くまでを見ることができるのは、私たち自身に優れた視力があるからでもなく、ほかの優れた身体的特徴があるからでもなく、ただ彼らの巨大さによって私たちが高く引き上げられているからなのだと。（ラテン語: Dicebat Bernardus Carnotensis nos esse quasi nanos gigantum umeris insidentes, ut possimus plura eis et remotiora uidere, non utique proprii uisus acumine, aut eminentia corporis, sed quia in altum subuehimur et extollimur magnitudine gigantea. など）
ベルナールはここで同時代（12世紀）の学者を古代ギリシア・ローマの学者と比べていたのだとされる。この言葉は古代に対する同時代の劣等感と同時代における進歩への自信との両面性をもっている。のちのルネサンス期の新旧論争では、古代派と近代派の両方がそれぞれ力点を変えてこの言葉を援用した。
なお、同じくシャルトル学派でジョンの先学、ベルナールの後学にあたるコンシュのギョームが著書『プリスキアヌス註釈』で似た文脈で似た表現を使っていることを マックス・カーナー や エドゥアール・ジュノーは指摘した。ギョームはプリスキアヌスの「若いほどものがよく見える」（ラテン語: quanto sunt iuniores, tanto perspicaciores）という言葉を解釈するにあたって、現代がよって立つ古代を巨人にたとえた。
 シャルトルのベルナールに由来するとされるこの構図はシャルトル大聖堂のステンドグラスに見ることができる（製作年代は13世紀初頭）。大聖堂南翼廊のバラ窓下の縦長の窓には、『旧約聖書』の4人の預言者（イザヤ、エレミヤ、エゼキエル、ダニエル）が大男として、『新約聖書』の4人の福音書記者（マタイ、マルコ、ルカ、ヨハネ）が彼らの肩の上に座る普通の大きさの人として描かれている。上方に描かれたメシアに福音記者と預言者が目を向ける形の図であり、肩の上の小さな福音記者のほうがより遠くまで見ることができる様子が示されている。
この言葉はトサフィスト（ユダヤ教の聖典の註解学者）イザヤ・ディ・トラニ（1180年頃 - 1250年頃）のレスポンサ（ラビ回答集）にも見ることができる。
博識な賢者にかく問う者があった。「先人は我々自身よりも賢明であったことを我々は認める一方で、先人の見解を批判し、しばしば否定し、真実は我々とともにこそあると主張する。これ如何に。」賢者答えて曰く、「矮人と巨人、いずれが遠くまで見渡せるか。無論、目が矮人よりも高くに位置する巨人である。しかし矮人が巨人の肩の上に乗せられたならば、いずれが遠くまで見渡せるか。 … つまり我々もまた、巨人の肩にまたがった矮人である。我々は彼らの知識から学び、さらに先へと進む。彼らの知識により我々はより多くを学び、言うべきことを言えるようになるが、これは我々が彼らよりも優れているからではない。」
この言葉の原典を16世紀の神学者ディエゴ・エステラに求める説がロバート・バートンによる言及などを通じて流布していたが、その説が誤りであることをロバート・キング・マートンが1965年の著書 On The Shoulders of Giants: A Shandean Postscript で明らかにした。

## 各分野における適用

### 自然科学
近代自然科学とともに成立した科学的方法では、新たな科学的成果はそれ以前の成果の上に論理的整合性を持って積み重なり、またさらにその上に新たな仕事がなされるという形で順々に積み重なっていく。例として、物理学者の江崎玲於奈は、自身によるトンネルダイオードや超格子の成果について「ブロッホ、ゼーナー、ショックレーなどの巨人の肩の上でなしたのだと言えるでしょうし、また、私の肩の上でも新しい仕事が次々となされているのが現状」であると述べる。
ここで、科学的成果にはごく一部の高インパクト成果（いわゆる大発見・大発明）と、大多数を占める平凡な成果があるが、科学技術の進展にはどちらが強く寄与するかという議論がある。これに対しては大きく分けて2つの立場がある：
1. 科学の進歩は、多数の平凡な研究者たちの仕事の総体の上に構築されるものである。[注 6]（漸進的進歩）
2. 科学の進歩は、限られたエリート研究者（巨人）の肩の上に立つことにより構築されるものであり、平凡な研究者たちの成果の重要性は比較的低い。（革命的進歩）

前者の立場は哲学者ホセ・オルテガ・イ・ガセットが『大衆の反逆』の中で表明したものであり、その名を取ってオルテガ仮説と呼ばれる。後者の立場はアイザック・ニュートンが用いた「巨人の肩の上」の表現にちなんでニュートン仮説と呼ばれる。
論文の被引用（被参照）回数をもとにした計量研究の限りにおいては、ニュートン仮説の方が現実に近いという結果が得られている。その場合、「巨人の肩の上に乗った巨人の肩の上からはさらに遠くを見通すことができるが、巨人の肩の上に乗った矮人の肩の上からは新たな視点は得られない」、と表現できる結論に行き着く。しかし、被引用数のみに基づく計量手法の限界をはじめとした数々の手法の不備が指摘されており、この結論を下すには尚早だという反対意見もある。

### 著作権
「巨人の肩の上」の比喩は著作権法を論じるときによく用いられる。作品への一定の権利を保護することで作者の創作へのインセンティブを確保しつつ、他者がその作品を利用して新たな創作をするのを妨げないようにするという考え方が著作権や知的財産の基礎にあり、その考え方およびその背景となる進歩思想を「巨人」の比喩がよく表しているからである。
1990年にアメリカ合衆国でソフトウェアのユーザインタフェースの著作権について争われた裁判 Lotus Development Corp. v. Paperback Software International で判事ロバート・キートンはロバート・キング・マートンの用語「OTSOG」（On The Shoulders Of Giants の略）を引用し、先人の残した仕事を利用してはじめて新たな創作が生まれるという「OTSOG 原理」が著作権による限定的な形の独占とどのように両立するかを述べた。この事件は Paperback Software International 社が自社の表計算ソフト「VP-Planner」に Lotus Development 社の製品 Lotus 1-2-3  のグラフィカルユーザインタフェースやコマンド体系をとりいれ販売したところ、Lotus 社が著作権侵害として訴えたものである。キートンはこの判決で、「巨人の肩の上」の比喩で説かれる科学と技術の漸進性は著作権の基礎にあり過去の判例にも支持されていることを述べたうえで、既存の製品に対して新たな改善をするにあたっては（著作権で保護されない）アイデアが利用可能になっていることで十分であるとし、アイデアを実践して作られた表現としての特定のユーザーインタフェースを限定的に独占させることで、差異を生み出す動機付けが他者に与えられイノベーションがうながされるとした。

### 自由ソフトウェア運動
「巨人の肩に乗る」というメタファーは自由ソフトウェア運動を推進しその正当性を示すためにも用いられる。
レッドハットのボブ・ヤングは2002年の著書『リチャード・ストールマンと自由ソフトウェア革命』で、人々が巨人の肩に乗ることを可能にするものだとして自由ソフトウェア運動を支持し、巨人の肩に乗ることは車輪の再発明の対極にあるとも述べた。
同書ではさらにリーナス・トーバルズの発言が次のように引用されている。
GCC を統合したことで Linux は性能が改善した。問題も起きた。GPL の「感染」力は Linux カーネルには適用されなかったが、自分の自由ソフトウェア・オペレーティングシステムのために積極的に GCC を借りたことによって、トーバルズには他の人々にお返しをすることへの何らかの責任が生じていた。このことについてトーバルズは後年「私は自分を巨人の肩の上に持ち上げていた」と述べた。彼が以後、他の人々が自分に同じような支援を求めてきたらどうなるだろう、と考えるようになったのも不思議ではない。